# او مرد آرامی بود
او مرد آرامی بود (به انگلیسی: He Was a Quiet Man) یک فیلم سینمایی درام آمریکایی محصول سال ۲۰۰۷، به نویسندگی و کارگردانی فرانک کاپلو با بازی کریستین اسلیتر، الیشا کاتبرت، جیمیسون جونز و ویلیام اچ میسی است.